# Basket Zaragoza 2002 (femminile)
Il Basket Zaragoza 2002 è una società femminile di pallacanestro di Saragozza, in Aragona. Milita nella Liga Femenina de Baloncesto, massima divisione del campionato di pallacanestro femminile spagnolo.
Formata nel 2020, quando la squadra dello Stadium Casablanca ha firmato un accordo con la società Basket Zaragoza 2002, entrando nella sua organizzazione.